# Новый сельский округ
Новый сельский округ (каз. Новый ауылдық округі) — один из пяти сельских округов городской администрации Актобе.
Территория Нового сельского округа составляет 26994 гектара. В состав округа входят села Жанаконыс и Курашасай. Население сельского округа составляет 9070 жителей, которые составляют 1931 семью. Численность детей в возрасте до 16 лет 2427, пенсионеров и инвалидов 965, студентов 558, работоспособных 5120 человек. В 2013 году на территории сельского округа родился 261 ребёнок.
На территории сельского округа имеется сданный в 2013 году детский сад № 35 «Балбұлақ» (220 детей), в посёлке Жанаконыс функционирует частный детский сад на 40 мест. Функционируют две средние школы с 1253 учащимися.
В каждом из обоих населённых пунктов на территории округа работают по 1 врачебной амбулатории.